# Arthur O’Hara Wood
Arthur Holroyd O’Hara Wood (ur. 1890 w Melbourne, zm. 6 października 1918 w Saint-Quentin) – australijski tenisista, mistrz Australasian Championships w grze pojedynczej.
Był starszym bratem Pata O’Hary Wooda, również tenisisty.
W czasie I wojny światowej służył w Royal Flying Corps w jednostce 22nd Wing 46 Squadron w stopniu majora. Zmarł w wyniku ran postrzałowych we francuskim Saint-Quentin.

## Kariera tenisowa
O’Hara Wood dwukrotnie wystartował w Australasian Championships (obecnie Australian Open), w 1911 i 1914 roku. W edycji turnieju z 1911 roku doszedł do półfinału gry pojedynczej, w którym poniósł porażkę z Horace’em Rice’em. W 1914 roku zawody zakończyły się triumfem Australijczyka, który w meczu finałowym pokonał Geralda Pattersona. Również, w edycji 1914, osiągnął finał gry podwójnej, wspólnie z Rodneyem Heathem.

### Finały w turniejach wielkoszlemowych

#### Gra pojedyncza (1–0)
| Końcowy wynik | Nr | Data | Turniej                               | Nawierzchnia | Przeciwnik       | Wynik finału       |
| ------------- | -- | ---- | ------------------------------------- | ------------ | ---------------- | ------------------ |
| Zwycięzca     | 1. | 1914 | Australasian Championships, Melbourne | Trawiasta    | Gerald Patterson | 6:4, 6:3, 5:7, 6:1 |

#### Gra podwójna (0–1)
| Końcowy wynik | Nr | Data | Turniej                               | Nawierzchnia | Partner      | Przeciwnicy                      | Wynik finału       |
| ------------- | -- | ---- | ------------------------------------- | ------------ | ------------ | -------------------------------- | ------------------ |
| Finalista     | 1. | 1919 | Australasian Championships, Melbourne | Trawiasta    | Rodney Heath | Ashley Campbell Gerald Patterson | 5:7, 6:3, 3:6, 3:6 |